# Jack Bjurquist
Einar Jack Alfsson Bjurquist, född 15 juni 1946 i Stockholm, är en svensk porrskådespelare. Han har även varit verksam under pseudonymen Jack Frank.

## Filmografi (urval)
- 1971 – Någon att älska
- 1972 – Swedish Wildcats
- 1972 – Kärlek - så gör vi. Brev till Inge och Sten
- 1974 – Porr i skandalskolan
- 1974 – Flossie
- 1977 – Molly - familjeflickan
- 1977 – Kärleksvirveln